# Moirae
Moirae (in greco Mοίρα?) era nell'esercito bizantino l'analogo di una moderna divisione.
Al comandante di un Moira veniva dato il titolo di Drungarios. Un Moira era suddiviso in dieci Tagmata, ovvero battaglioni. Da Moira deriva la parola greca Moirarhia o Merarhia, con lo stesso significato di divisione.